# ウイルス非構造タンパク質
ウイルス学において、ウイルス非構造タンパク質（ういるすひこうぞうたんぱくしつ、英: viral nonstructural protein）とは、ウイルスがコードしているが、ウイルス粒子の一部ではないタンパク質のことである。
一般的には、ウイルスが自身を複製するために使用するさまざまな酵素や転写因子が含まれる。例としてウイルスプロテアーゼ（3CL/nsp5など）、RNAレプリカーゼやその他のテンプレート指向ポリメラーゼ、および宿主を制御するための何かの手段があげられる。

## 例
- NSP1 (ロタウイルス)（英語版）
- NSP4 (ロタウイルス)（英語版）
- NSP5 (ロタウイルス)（英語版）
- インフルエンザの非構造タンパク質（英語版）
- NS1インフルエンザタンパク質（英語版）
- HBcAg（英語版）- B型肝炎のコア抗原